# Operacja Czerwony Sztylet
Operacja „Czerwony Sztylet” (paszto Sond Chara, ang. Red Dagger) – 18-dniowa kampania wojskowa skierowana przeciwko talibom w afgańskiej prowincji Helmand. Nazwa operacji została oznaczona przez dowództwo brytyjskiej 3 Commando Brigade. Łącznie w walkach wzięło udział 1500 żołnierzy brytyjskich wspartych 140-osobowym kontyngentem estońskim, siłami duńskimi oraz oddziałami armii afgańskiej.

## Przebieg działań
Ofensywa sił ISAF miała za zadanie wyparcie sił talibów z prowincji Helmand, w tym odbicie miasta Laszkargah, które zostało zdobyte przez ponad 300-osobowy oddział talibów.
Operacje sił koalicyjnych poprzedził masowy ostrzał artyleryjski z dział, moździerzy, artylerii polowej oraz rakietowej. Walki rozpoczęły się na pasie około 60 kilometrów i szybko zamieniły się w działania pozycyjne. Niekorzystne warunki atmosferyczne również nie pomagały w osiągnięciu znaczących postępów.
11 grudnia oddziały brytyjskie zajęły większość zajętego przez talibów terytorium zmuszając część z nich do odwrotu. W tym czasie armia afgańska zaatakowała miasto Laszkar Gah. Bezskuteczne ataki Afgańczyków przyniosły efekt dopiero wraz z przybyciem posiłków brytyjskich w sile 42. batalionu piechoty morskiej. Miasto Laszkar Gah zostało ostatecznie zdobyte 17 grudnia 2008 roku.
Do 26 grudnia siłom ISAF udało się przejąć kontrolę nad ponad 60-kilometrową strefą prowincji Helmand oraz wyprzeć talibów z pozycji, które zdobyli przed rozpoczęciem operacji.

## Skutki
W wyniku operacji zginęło 5 żołnierzy brytyjskich oraz 100 talibów. Siły ISAF zdobyły także w magazynach w okolicy Laszkar Gah znaczną ilość opium, którego wartość została oszacowana na ponad 2 miliony funtów.
Światowi komentatorzy krytykowali NATO za operacje polegające na likwidacji upraw opium, gdyż nie leżało to w ich powinnościach. Niemniej znaczny wzrost produkcji opium nastąpił podczas wojny afgańskiej.